# Gambrus madronio
Gambrus madronio är en stekelart som beskrevs av Dmitriy R. Kasparyan och Ruiz-cancino 2005. Gambrus madronio ingår i släktet Gambrus och familjen brokparasitsteklar. Inga underarter finns listade i Catalogue of Life.